# Procédure pénale en France
Ne doit pas être confondu avec Procédure civile en France.
La procédure pénale est l'ensemble des règles qui organisent le processus de répression d'une infraction.
Elle fait le lien entre l'infraction et la peine, par le biais de phases intermédiaires et nécessaires portant sur la constatation des infractions, le rassemblement des preuves, la poursuite des auteurs, et leur jugement par la juridiction compétente.
La procédure pénale française est de nature inquisitoire et a pour objet la mise en œuvre du droit pénal général, c'est-à-dire la recherche des auteurs de l'infraction et leur jugement.

## Présentation sommaire

La procédure pénale au sein de l’organisation juridictionnelle française

Théoriquement, en France, le procès pénal met en jeu deux parties. D'une part, le ministère public (procureur, avocat général) incarnant la défense de la société, d'autre part, le prévenu (en cas de délit ou contravention) ou l'accusé (en cas de crime). En raison de la nature inquisitoire de la procédure pénale française, le rôle du Juge reste toutefois prépondérant dans la conduite du procès pénal, au détriment de celui des parties.
Juridiquement parlant, la victime n'est pas partie au procès pénal. Elle a toutefois la possibilité de devenir une partie en se constituant partie civile. Ce statut permet à la fois de « corroborer l'accusation » (soutenir le ministère public) et de demander réparation de son préjudice. La demande de réparation peut également être demandée dans le cadre d'un procès civil distinct du procès pénal. Ce libre choix de la victime est désigné sous le nom d'option procédurale.
Le but du procès pénal est de déterminer :
1°) si la personne renvoyée devant la juridiction de jugement est coupable des faits qui lui sont reprochés. Il faut alors que soit établi que la personne a commis des faits constituant une infraction.
2°) la peine à laquelle elle est condamnée (si la personne est coupable).
Le procès pénal est précédé selon les cas d'une enquête (le plus souvent menée par les services de police ou de gendarmerie), d'une information judiciaire (enquête menée par un juge d'instruction). Toutefois, en cas de contravention, un procès n'intervient le plus souvent qu'en cas de contestation de l'amende infligée lors de la constatation de l'infraction. 
La procédure pénale va notamment déterminer les moyens que les enquêteurs peuvent utiliser et dans quelles conditions. Plus l'infraction est assortie d'une peine forte et plus les enquêteurs pourront recourir à des moyens contraires à la liberté individuelle : garde à vue, perquisition, écoutes téléphoniques, infiltration...
La procédure pénale fixe les règles de fond et de forme qui doivent être respectées tant pour la recherche, la constatation et la poursuite des infractions, qu'en matière de preuves et que lors du jugement de la personne poursuivie. Elle prévoit également les recours ouverts contre les décisions des juridictions répressives.
Située au cœur des garanties démocratiques, la procédure pénale est un des éléments fondateurs de l'État de droit. C'est elle qui donne corps aux garanties individuelles face aux institutions chargées de lutter contre la délinquance.
C'est l'un des domaines où la Cour européenne des droits de l'homme se montre particulièrement vigilante n'hésitant pas à condamner un État fautif.

## Historique
Jusqu’au XIIIe siècle, le roi juge lui-même les affaires ; puis il délègue son pouvoir à des juges spécialement nommés. Le juge d'instruction est créé en 1539. Le traité de Cesare Beccaria de 1764 a également influencé la procédure pénale.
Après la Révolution française et la Déclaration des droits de l'homme et du citoyen, un système juridictionnel unique est créé en 1790. Il distingue affaires civiles et criminelles et comporte seulement deux degrés de juridiction. Les juridictions répressives s’ordonnent autour des trois niveaux d’infractions : contraventions, délits et crimes. L’année 1791 voit l’apparition du premier Code pénal. En 1808, le Code d'instruction criminelle partage le procès en deux phases : la préparation, consacrée au juge d’instruction et le procès proprement dit. Il a posé les bases en insistant sur l'unité de la justice civile et pénale. La séparation des fonctions de poursuite, d'instruction et de jugement permet qu'il y ait un regard neuf sur la sanction. En 1810, un nouveau Code pénal est mis en place par Napoléon Bonaparte.
Sous la Monarchie de Juillet, l'époque est libérale et on tend vers le principe de la non-détention.
Sous la IIIe République, la loi Constans du 8 décembre 1897 est la première loi qui fait rentrer l'avocat dans le système d'instruction.
Pendant l’Occupation, des juridictions d’exception sont instituées. Le nombre de jurés de Cour d'Assises passe de 12 à 6. À la Libération, le régime de droit est rétabli, le Conseil supérieur de la magistrature est créé en 1946 et le préambule de la Constitution du 27 octobre 1946 intègre la Déclaration de 1789. Le souci est également de réprimer les crimes de guerre. En 1958, le Code de procédure pénale remplace le code d’instruction criminelle.
La même année, Michel Debré, ministre de la Justice met en place une série de réformes : instauration du juge de l'application des peines, refonte du statut des magistrats, légalisation de la garde à vue, création du Centre national d’études judiciaires (qui devient l’École nationale de la magistrature en 1972)…
En 1981, la loi sécurité et liberté étend les prérogatives de la police et du Parquet. Après l’élection de François Mitterrand, cette loi est abrogée et la peine de mort est supprimée.
La loi du 9 septembre 1986 relative à la lutte contre le terrorisme créé une juridiction unique pour les affaires de terrorisme, et prévoit des dispositions spécifiques. Ce régime spécial sera renforcé en 1996, 2006 et en 2015-2016.
En 1993 la loi portant réforme du code de procédure pénale remplace le terme « inculpation » par « mise en examen », et retire au juge d’instruction le pouvoir de mettre en détention. Elle instaure aussi la présence de l’avocat lors de la garde à vue. Une partie de ces dispositions sont retirées quelques mois plus tard.
Le 1er mars 1994 le nouveau Code pénal entre en vigueur (remplaçant celui de 1810).
La loi du 15 juin 2000 sur la présomption d'innocence instaure l’appel du verdict des cours d’assises, renforce les droits de la victime et de la présomption d’innocence, crée le Juge des libertés et de la détention…
En 2002, la Loi Perben I créé la juridiction de proximité ; puis en 2004, la Loi Perben II introduit le « Plaider coupable ».
Entre 2002 et 2012, de nombreuses lois modifient le code pénal et de la procédure pénale.
La collégialité de l’instruction avait été prévue dans les lois du 10 décembre 1985, du 30 décembre 1987, et du 4 janvier 1993 toutes trois abrogées avant leur entrée en vigueur. Après l’affaire d'Outreau, la loi du 5 mars 2007 prévoyant l’obligation pour les juges d’instruction de travailler en collégialité, devait s’appliquer au 1er janvier 2010. Son entrée en vigueur, prévue initialement le 1er janvier 2010 a été reporté plusieurs fois en raison du projet de suppression le juge d’instruction, puis par manque de moyens pour mettre en œuvre cette réforme, avant d’être abrogée en 2016.
En mars 2010, Michèle Alliot-Marie prépare un changement important dans la procédure pénale. Elle instaure l’« enquête judiciaire pénale » (remplaçant l’enquête préliminaire et l’instruction), le « juge de l'enquête et des libertés » (remplaçant le juge d'instruction et le juge des libertés et de la détention), et renomme la Chambre de l'instruction en « chambre de l'enquête et des libertés », le non-lieu et le classement sans suite en « classement judiciaire »…,. La réforme est ajournée quelques mois plus tard.
La loi du 14 avril 2011 est venue profondément réformer le système de la garde à vue en droit français, instaurant comme mesure phare la présence obligatoire de l'avocat dès le début de la mesure.
En 2014, la loi relative à l'individualisation des peines et renforçant l'efficacité des sanctions pénales permet notamment la création de la Contrainte pénale.
La suppression des juges de proximité, d'abord prévue pour le 1er janvier 2017, est finalement appliquée au 1er juillet 2017.

## Sources et principes

### Les sources

#### Les sources nationales et leur régime
Les sources de la procédure pénale sont par principe des sources légales.
La procédure pénale est de la compétence de la loi en vertu de l'article 34 de la Constitution actuelle. Cela signifie qu'elle est soumise au principe de légalité. Cette compétence législative exclusive est conçue comme une garantie dans la prévision de ces mesures d'ordre répressif.

#### Les sources internationales
En ce domaine, la source essentielle est la Convention européenne des droits de l'homme (CEDH), qui formule un certain nombre de libertés et droits fondamentaux, dont certains intéressent directement la procédure pénale, notamment par le biais de l'article 6 sur l'exigence d'un procès équitable.

### La présomption d’innocence
Avant chaque procès, même si c'est un meurtrier retrouvé avec sa victime et du sang de celle-ci sur les mains, le suspect est dit innocent tant qu'il n'a pas été jugé.
La présomption d'innocence est énoncée dans l'article préliminaire du code de procédure pénale. Elle découle en outre de l'article 9 de la DDHC de 1789 énonçant que « Tout homme étant présumé innocent jusqu'à ce qu'il ait été déclaré coupable ». Elle a donc une valeur constitutionnelle.
Le principe de présomption d’innocence est un des principes directeurs de la procédure pénale.

#### Le droit au respect de la présomption d'innocence

##### Principe général fixé par le code civil
Le code civil, dans son article 9.1 énonce le principe « chacun a droit au respect de la présomption d'innocence. Lorsqu'une personne est, avant toute condamnation, présentée publiquement comme étant coupable de faits faisant l'objet d'une enquête ou d'une instruction judiciaire, le juge peut, même en référé, sans préjudice de la réparation du dommage subi, prescrire toutes mesures, telles que l'insertion d'une rectification ou la diffusion d'un communiqué, aux fins de faire cesser l'atteinte à la présomption d'innocence, et ce aux frais de la personne, physique ou morale, responsable de cette atteinte ».

#### Le respect par la presse
La liberté d'informer est limitée par le droit au respect de la présomption d'innocence. L'article 35 ter de la loi  sur la liberté de la presse précise « I. - Lorsqu'elle est réalisée sans l'accord de l'intéressé, la diffusion, par quelque moyen que ce soit et quel qu'en soit le support, de l'image d'une personne identifiée ou identifiable mise en cause à l'occasion d'une procédure pénale mais n'ayant pas fait l'objet d'un jugement de condamnation et faisant apparaître, soit que cette personne porte des menottes ou entraves, soit qu'elle est placée en détention provisoire, est punie de 15 000 euros d'amende. II. - Est puni de la même peine le fait :- soit de réaliser, de publier ou de commenter un sondage d'opinion, ou toute autre consultation, portant sur la culpabilité d'une personne mise en cause à l'occasion d'une procédure pénale ou sur la peine susceptible d'être prononcée à son encontre ;  soit de publier des indications permettant d'avoir accès à des sondages ou consultations visés à l'alinéa précédent. »

## La poursuite

### L’enquête
L'enquête de police est l'ensemble des investigations réalisées par la police judiciaire afin de rassembler les preuves d'une infraction, avant le déclenchement des poursuites. Cette enquête peut se réaliser :
- dans le cadre de l'instruction par commission rogatoire : elle consiste alors en l'exécution des délégations du juge d'instruction.
- ou hors du cadre de l’instruction : elle consiste en la constatation de l'infraction, le rassemblement de preuves et d’indices et la recherche de leurs auteurs[15].

Deux principaux cadres de l'enquête de police existent : l'enquête de flagrance et l'enquête préliminaire.
- L'enquête de flagrance est mise en œuvre pour les infractions en cours ou venant de se produire. Elle est prévue à l'article article 53 du Code pénal et se définit comme une réaction pénale rapide qui permet de mettre fin au trouble et de conserver les preuves[15]. À défaut de la réunion des critères de la flagrance, il y a lieu de s'orienter vers l'enquête préliminaire.
- L'enquête préliminaire est mise en œuvre pour toutes les infractions, soit à l’initiative de l’officier de police judiciaire après avoir informé le Procureur de la République des indices existants à l'encontre d'une personne, soit sur demande du procureur de la République. Elle est prévue à l'article 75 du Code de procédure pénale.

### L'action civile

#### Les acteurs
L'action civile désigne l'action que la partie lésée porte devant les tribunaux répressifs. Elle recouvre deux actes juridiques différents : 
- La constitution partie civile de la victime : Elle manifeste sa volonté de participer au poursuites, c'est-à-dire qu'elle réclame que le prévenu soit reconnu coupable.
  - L'action en réparation : Elle réclame des dommages et intérêts au juge.

Si la victime veut se constituer partie civile, elle devra vérifier si le Procureur de la République a mis ou non en œuvre l'action publique.
Les victimes peuvent être tant des personnes physiques que des personnes morales type groupements professionnels ou associations.

#### L’exercice
Il existe des conditions de recevabilité de la constitution partie civile : il faut avoir été lésé par l'infraction, le préjudice subit doit être actuel et direct, et également personnel (les héritiers et époux de la victime peuvent toutefois agir). La victime doit également apporter la preuve de son préjudice.
Une fois ces conditions remplies, il faut vérifier si le Procureur de la République a mis en œuvre l'action publique. La victime aura alors le choix entre deux voies :
- La voie de l'intervention : c'est une plainte faite alors que l'action publique est déjà en mouvement. La victime saisit soit le juge d'instruction soit le juge de jugement. L'intervention devant le juge d'instruction peut se faire à tout moment par une lettre écrite émanant de la victime ou de son avocat. L'intervention devant la juridiction de jugement saisie est possible avant l'audience de jugement, par déclaration de greffe au tribunal, lettre recommandée avec accusé de réception et doit avoir lieu au moins 24 heures avant l'audience. Si la constitution partie civile intervient pendant l'audience, elle peut se produire jusqu'au moment où sont présentées les réquisitions du ministère public sur le fond.

- La voie de l'action : la victime déclenche l'action publique en cas d'inaction du Parquet. Elle dépose une plainte avec constitution de partie civile devant le juge d'instruction ou de jugement. Cette plainte doit être précédée d'une plainte simple devant le Procureur de la République, qui n'a pas répondu dans un délai de 3 mois ou classé sans suite. Le juge d'instruction transmet alors la plainte au Procureur de la République, qui prend ses réquisitions, ayant valeur de simple avis pour le juge d'instruction. Soit ce dernier accepte la plainte de la victime, soit il fixe une consignation (des dommages et intérêts) pour plainte abusive.

#### L’extinction
La prescription : si l'action publique s'éteint, l'action civile ne peut plus être engagée
La transaction : la victime peut transiger avec l'auteur de l'infraction sur la réparation du dommage. L'action civile s'éteint dès que la transaction est intervenue mais l'action publique demeure envisageable.
La renonciation : la victime renonce à demander réparation, l'action civile s'éteint mais pas l'action publique.
Le désistement d'instance : l'action publique a été déclenchée, la partie qui se désiste n'est plus partie au procès pénal et ne peut plus obtenir des dommages et intérêts devant les juridictions répressives.
L'acquiescement : la victime renonce aux voies de recours. Le jugement l'avait débouté de sa demande en dommages et intérêts et elle laisse s'écouler le délai d'appel. L'action civile s'éteint.
La chose jugée : la victime a obtenu un jugement définitif, elle ne pourra plus agir devant une autre juridiction.

## Le jugement

### Le jugement de première instance
Le tribunal judiciaire connaît des litiges qui ne sont pas spécialement attribués à une autre juridiction. Les chambres pénales du tribunal judiciaire prennent le nom de tribunal correctionnel.

#### Compétence des juridictions répressives

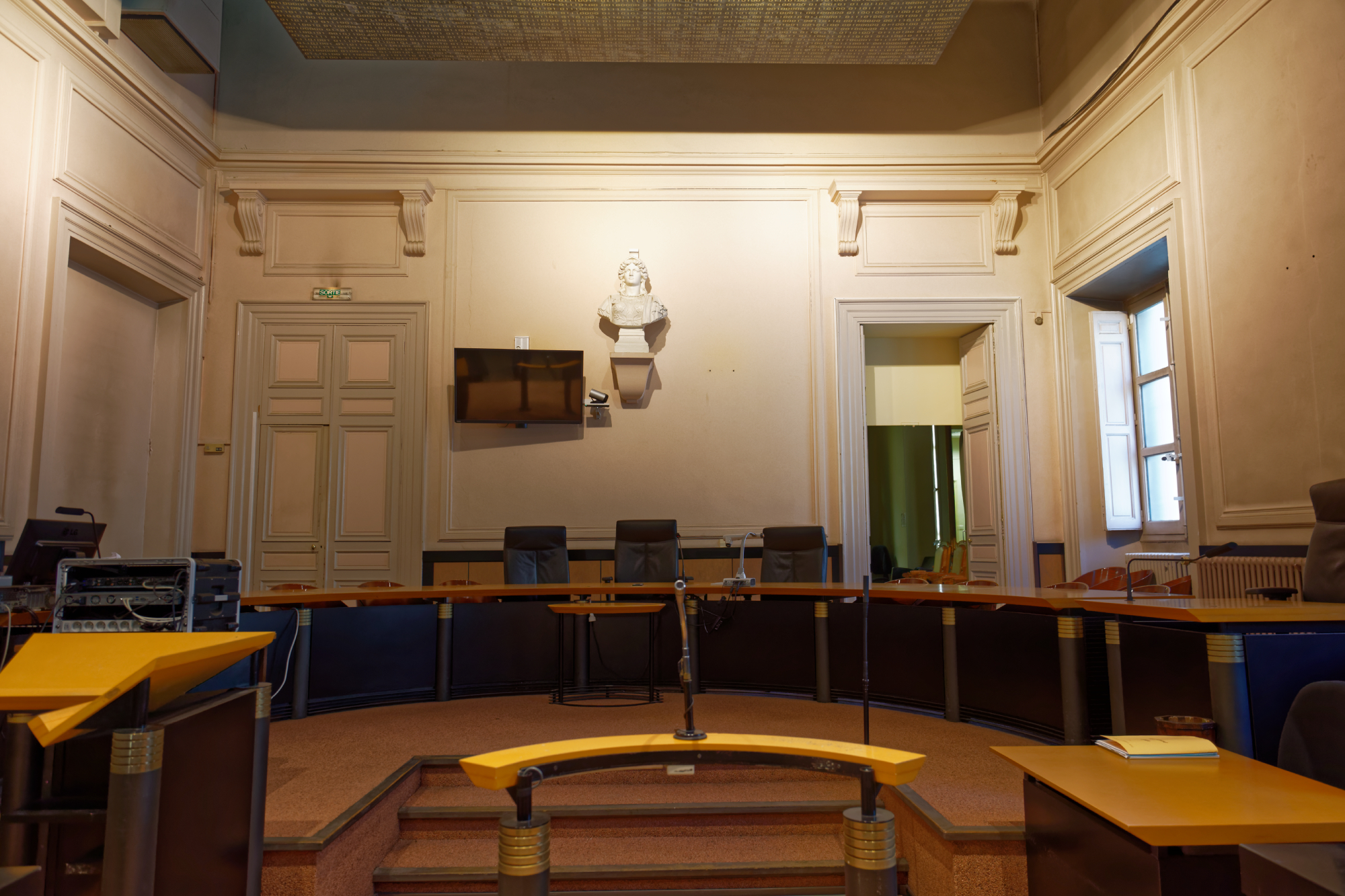
Cour d'assise de la Cour d'appel d'Aix-en-Provence.

La compétence des différentes juridictions pénales est déterminée en fonction de la nature de l'infraction. C'est ainsi que :
- les contraventions sont jugées par le tribunal de police ;
- les délits sont jugés par le tribunal correctionnel ;
- les crimes sont jugés par la cour d'assises.

Lorsque plusieurs infractions sont commises et relèvent de juridictions différentes, c'est la juridiction compétente pour juger l'infraction la plus grave qui juge le tout.

#### Les modes de saisine des juridictions
Les juridictions pénales peuvent être saisies de plusieurs manières et par différentes personnes.
- Citation directe : elle autorise le procureur de la République à convoquer directement une personne devant le tribunal de police ou le tribunal correctionnel. Une victime peut aussi saisir elle-même ces deux juridictions en faisant citer une personne devant l'une de ces deux juridictions.
- Saisine par le juge d'instruction : à l'issue de l'instruction, en matière de crimes et pour quelques délit graves, le juge d'instruction peut décider de renvoyer l'inculpé devant la cour d'assises pour le premier cas ou devant le tribunal correctionnel pour le second, lorsqu'il estime que des charges suffisantes sont réunies.
- Convocation par un officier de police judiciaire (COPJ) : dans ce cas, à l'issue d'une garde à vue ou quelque temps plus tard, un officier de police judiciaire, sur instruction du procureur de la République, remet à une personne une convocation pour être jugée devant le tribunal de police ou le tribunal correctionnel.

#### L’audience pénale
Le déroulement des audiences pénales est généralement le même devant toutes les juridictions pénales.
La France fonctionnant suivant un système de procédure inquisitoire, c'est le juge qui mène les débats. C'est donc lui qui interroge le prévenu ainsi que les éventuels témoins.
Après avoir procédé à cet interrogatoire, le juge demande si le procureur de la République, la partie civile ou l'avocat du prévenu ont des questions à poser.
Lorsque les débats sont clos, la parole est donnée à la partie civile ou à son avocat pour exposer ses demandes. Vient ensuite le tour du Procureur qui présente son réquisitoire, c'est-à-dire la peine qu'il réclame. C'est ensuite l'avocat du prévenu qui plaide et en dernier lieu la parole est donnée au prévenu lui-même.
Le juge va ensuite rendre sa décision, soit immédiatement, soit en fin d'audience soit à une autre date (on dit alors qu'il met sa décision en délibéré).

#### Les voies ordinaires

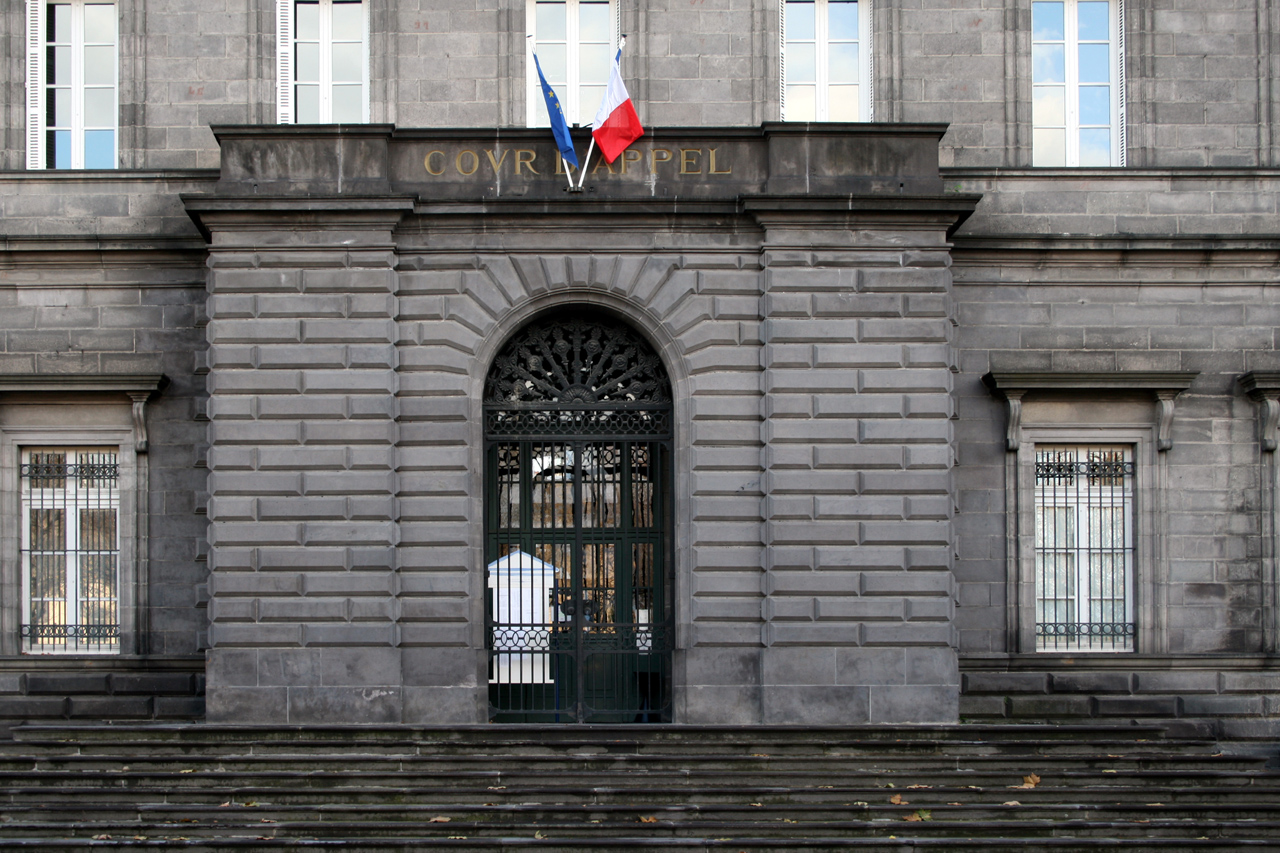
La Cour d'appel de Riom.

#### Les voies extraordinaires

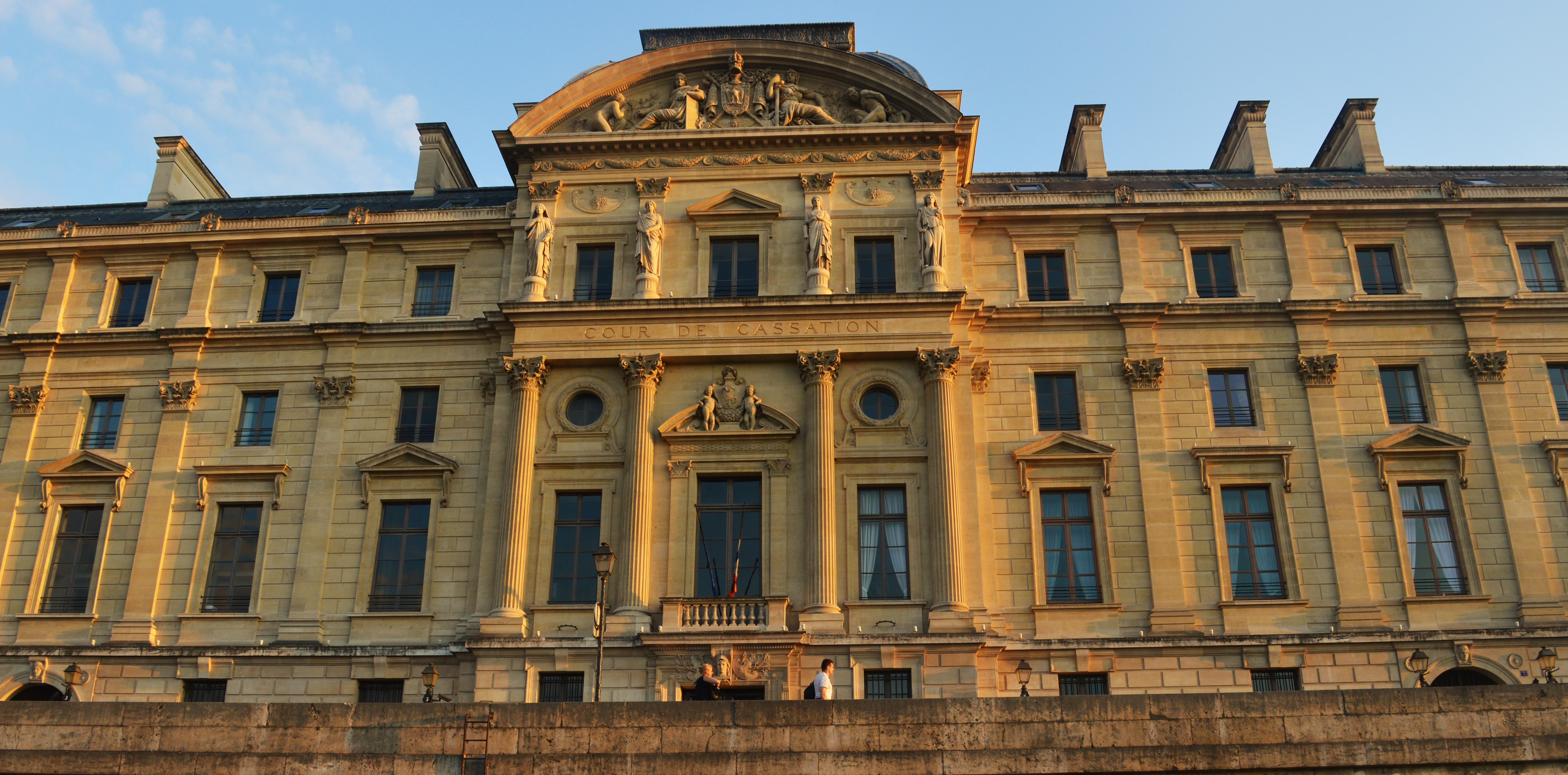
La Cour de cassation à Paris.